# Calliandra decrescens
Calliandra decrescens là một loài rau đậu thuộc họ Fabaceae.
Loài này chỉ có ở Peru.